# Терикон

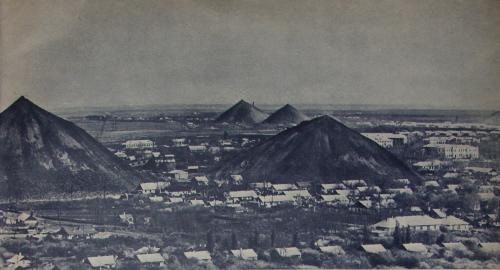
Терикони Донбасу

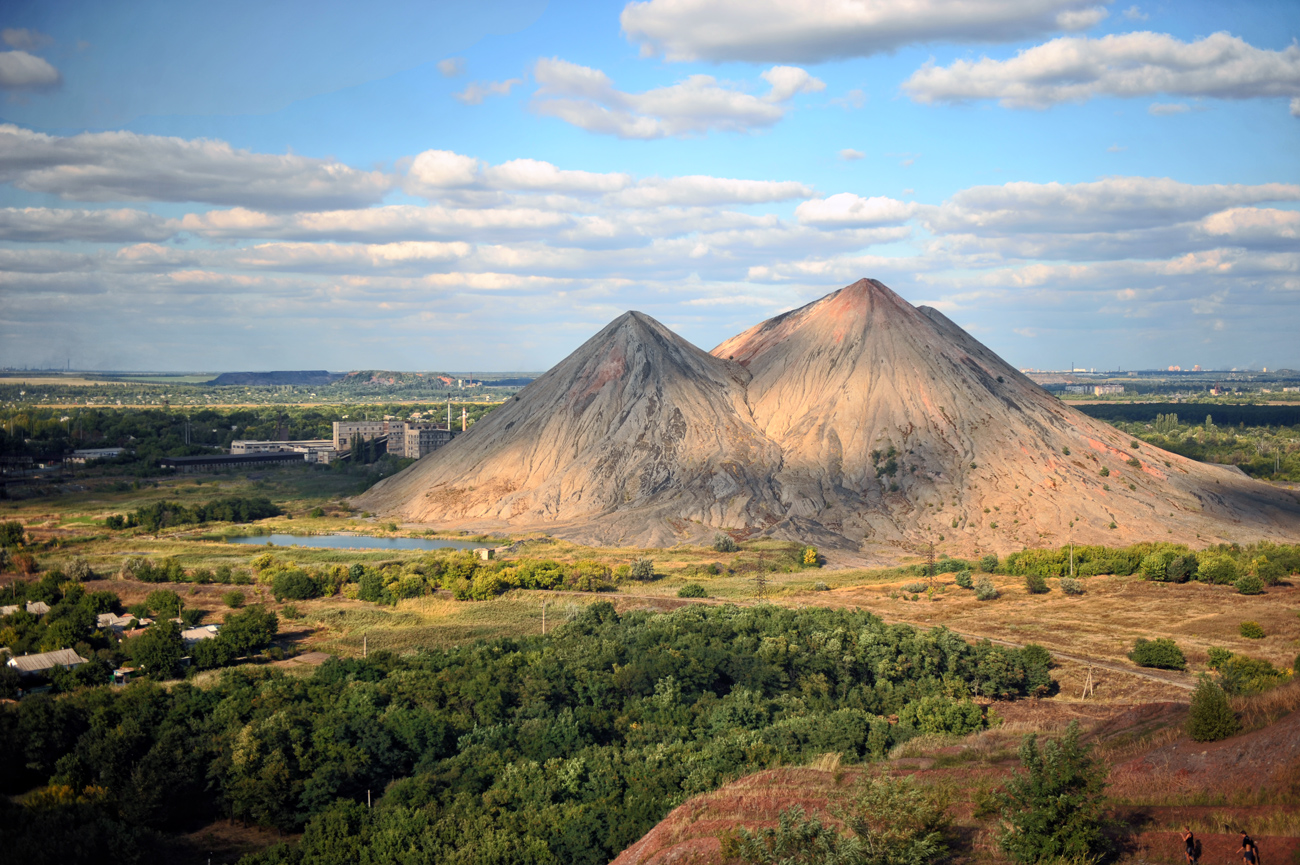
Терикон, Донецька область

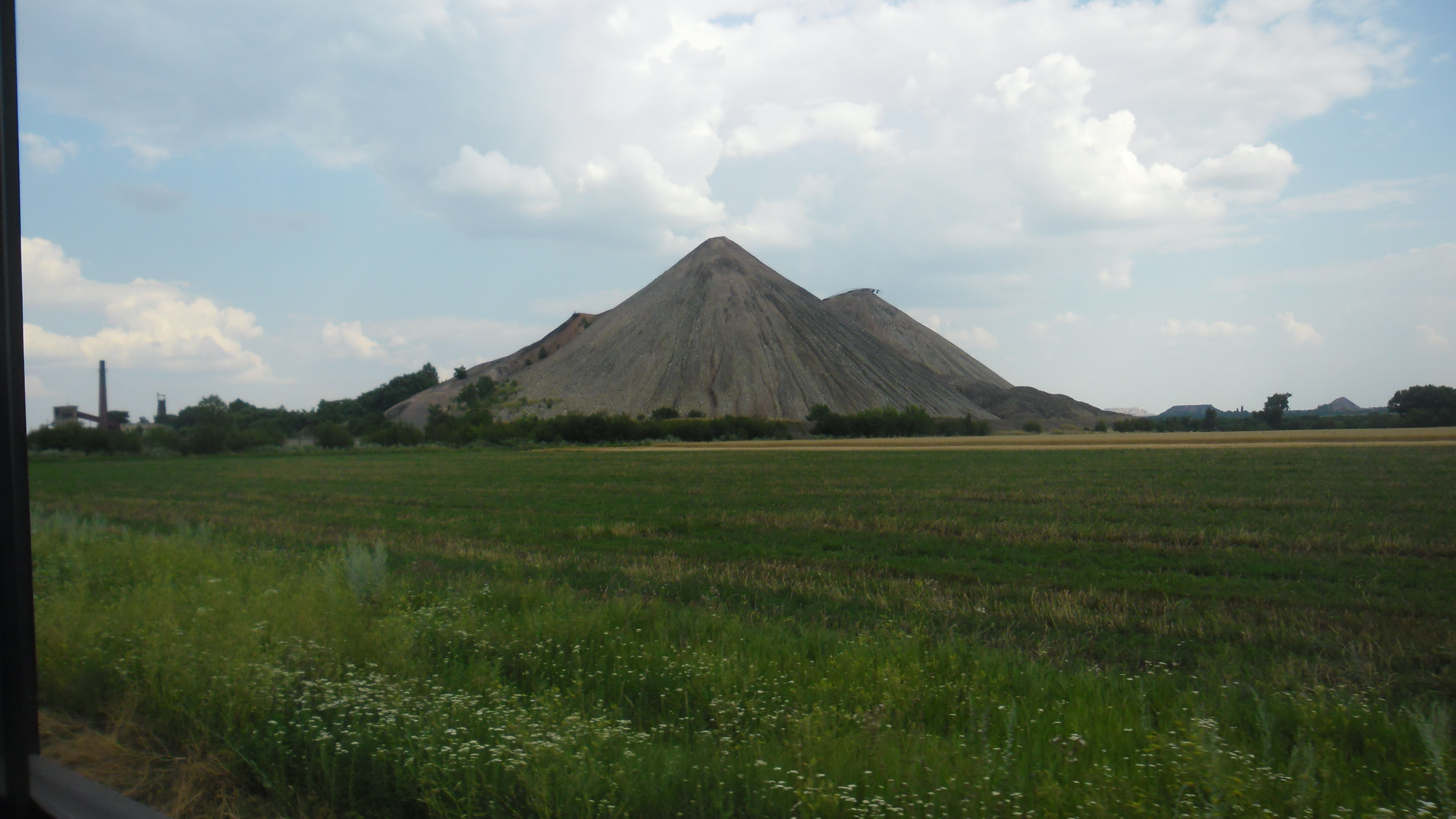
Шахта 1/3 «Новогродівська».

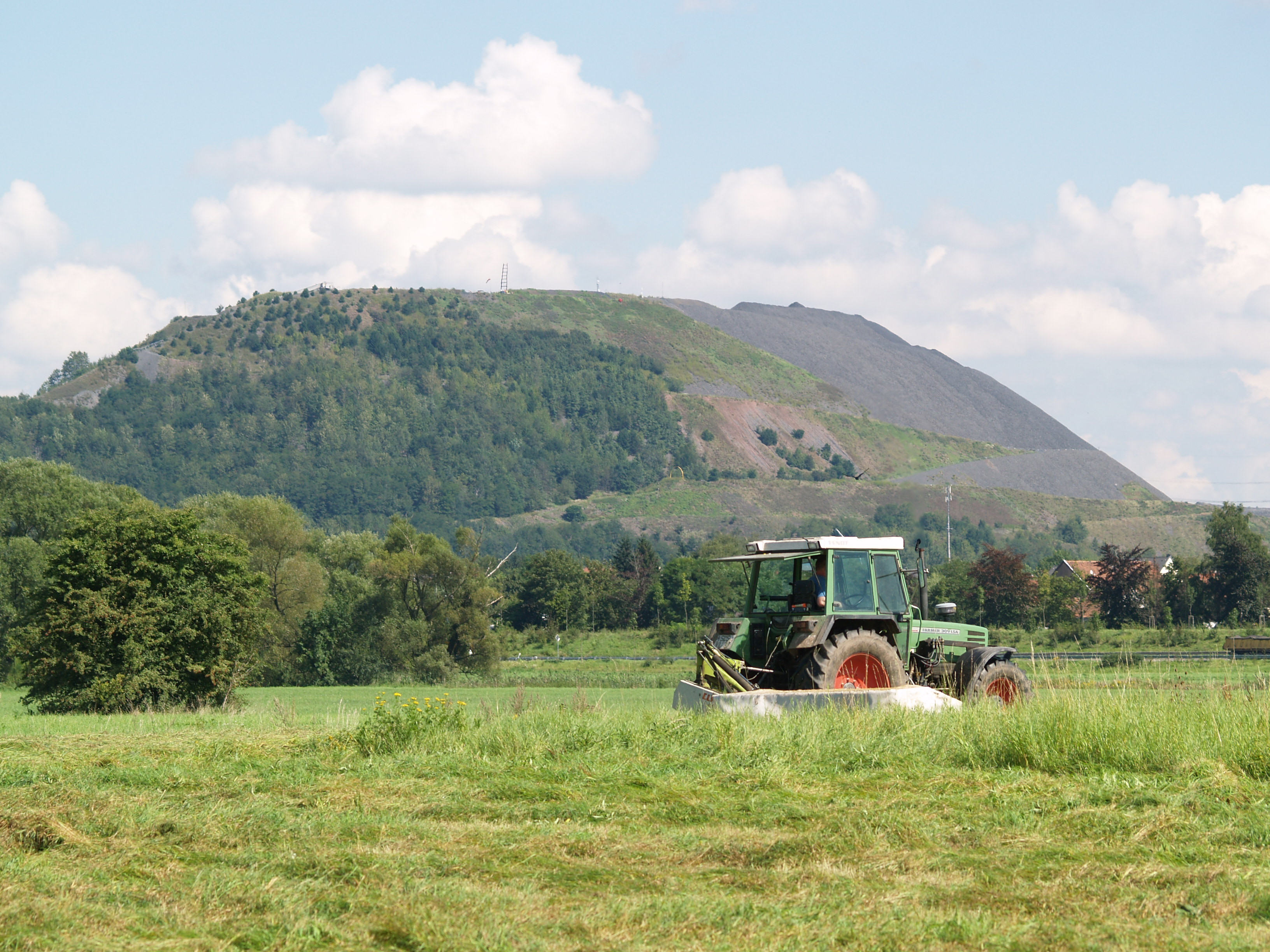
Один з териконів у Німеччині. Саар.

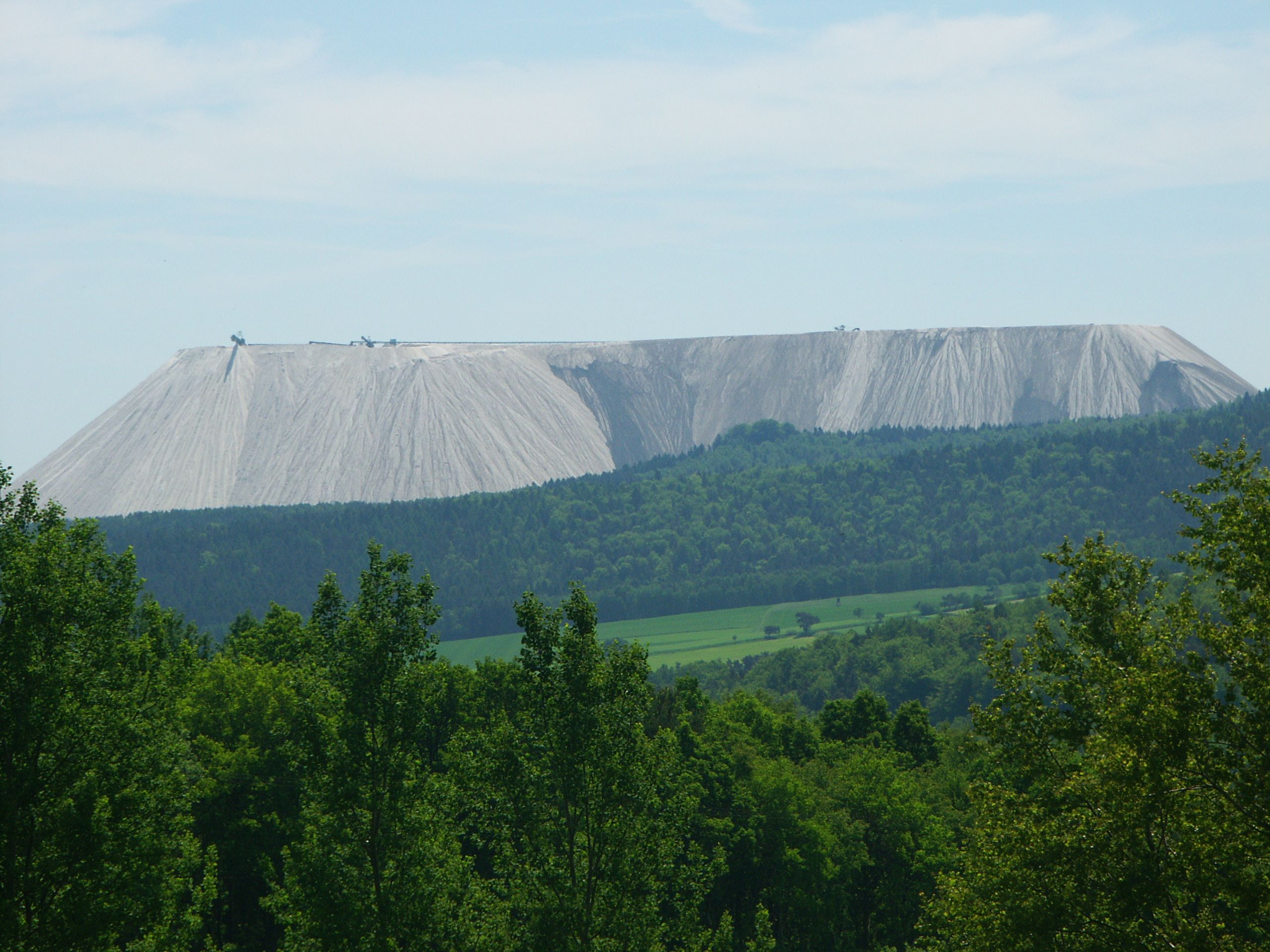
Терикон висотою 200 м.

Терикон поблизу м. Вуглегірськ, Донбас, Україна

Сталкер на вивітрілому териконі.

Терико́н (фр. terri — відвал породи, фр. conique — конічний) — відвали, штучний насип з порожніх порід, витягнутих при підземній розробці покладів вугілля й інших корисних копалин.

## Загальний опис
Верхівки териконів можуть мати конічну форму і виглядати як помітні особливості ландшафту, або вони можуть бути плоскими та еродованими, особливо якщо рослинність утвердилася. У колишній шахтарській зоні Па-де-Кале, Франція, а також на Донбасі, Україна є ряд териконів — досконалих конусів, окремі з яких підіймаються на 100 метрів над рівниною.
Терикон утворюється з відвальної породи, доставленої з шахти або рудника на вершину конуса по рейках у вагонетках або скіпах. Терикони бувають: за об'ємом (млн м3): великі (понад 2,5), середні (0,5-2,5) і малі (менше ніж 0,5); за віком (років): молоді (до 10), зрілі (10-50), старі (понад 50); за технологічними параметрами: ті, що продовжують нарощуватися, і ті, утворення яких завершилося, такі, що горять, нагріваються або згаслі. Матеріал териконів може бути сировиною для видобутку деяких металів, у тому числі й рідкісних. Заходи й засоби гірничотехнічної та біологічної рекультивації териконів: гасіння відвальних мас, переформування териконів з обмеженням висоти до 40 м, крутизни схилів до 30°, запобігання самозайманню, вапнування порід, хімічна меліорація, нанесення глинистого шару 0,4-3 м завтовшки та родючого ґрунту, створення стійких біоценозів.

## Процеси всередині териконів
Усередині териконів шахт і гірничозбагачувальних фабрик зазвичай перебігають різноманітні процеси техногенного пірометаморфізму:
- спалення вугілля (зони з окисненим режимом випалення)
- піроліз вугілля (зони відновлюваного відпалу Т = 800—1000 °C)
- реакції дегідратації шаруватих силікатів, що спричиняють масове випаровування води, а також видалення F, Cl на початкових етапах горіння відвалу (Т = 600—700 °C)
- розклад карбонатів з виділенням CO й CO2 й утворенням периклазу, вапна і феритів (Т=600-800 °C)
- локальне плавлення з утворенням осклованих клінкерів й базітових паралав (Т = 1000—1250 °C).

Ці процеси приводять до радикальної зміни фазового складу відвальної маси.

## Самозаймання і гасіння териконів
Конічні відвали, що створюють транспортуванням породи до вершини рейковим транспортом (скіп, вагонетка), найбільше схильні до самозаймання, тому що їхня будова забезпечує найбільше надходження повітря в середину відвалу, що своєю чергою сприяє окисненню горючої частини породи. Ці відвали слід розташовувати таким чином, щоб переважали вітри, спрямовані у хвостову частину відвалу. Основним недоліком конічних відвалів є відсутність можливості одночасного складування породи та виконання профілактичних заходів проти її самозаймання.
Найбільше розповсюдження отримав спосіб гасіння конічних відвалів водою з одночасним змивом вершини та перетворенням у відвал плоскої форми, який легше захищати від самозаймання. Звичайно поверхневий шар вершини конічного відвалу спочатку охолоджують струменем води до температури нижче 50 °C. Після охолодження поверхневого шару (на глибину 0,5 — 0,7 м) приступають до змиву вершини. Подальше зниження висоти відвалу здійснюють бульдозером. Переформування відвалу закінчується зменшенням його висоти принаймні на половину. Потім утворений майданчик оточують валом і заливають водою для гасіння внутрішніх осередків горіння. В інших випадках заливку горизонтального майданчика зниженого відвалу здійснюють водою в нарізані ножем бульдозера траншеї глибиною 0,3 — 0,5 м і шириною 1,5 — 2,2 м.

## Озеленення й заліснення териконів
У процесі рекультивації земель терикони є об'єктами озеленення й залісення. У низці випадків можливе озеленення відвалів без переформування відвалів.

## Терикони в Україні
Тільки біля вугільних шахт Донбасу відомо близько 700 териконів (у Донецьку — 89, Макіївці — 68). Частина з них — горілі. Їх використовують як матеріал-наповнювач у будівельній промисловості, при будівництві доріг, дамб тощо. Частина донбаських териконів горить (через самозаймання органічної речовини), при цьому температура речовини всередині терикона перебуває в межах 100—800 °C.
Найвищий терикон Донецька — терикон шахти імені Челюскінців, висотою 120 м.
Найвищий терикон Лисичанська — терикон шахти імені Мельникова.
Найвищий терикон Горлівки має висоту приблизно 200 м і є одним з найбільших в Європі.

## Екологічні наслідки

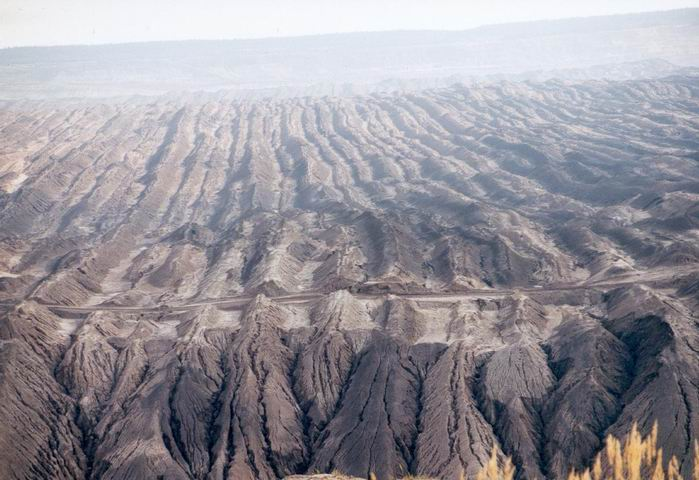
Ерозія добре помітна у розкривних породах, що залишилися після відкритого видобутку у Гроссрашен, Німеччина.

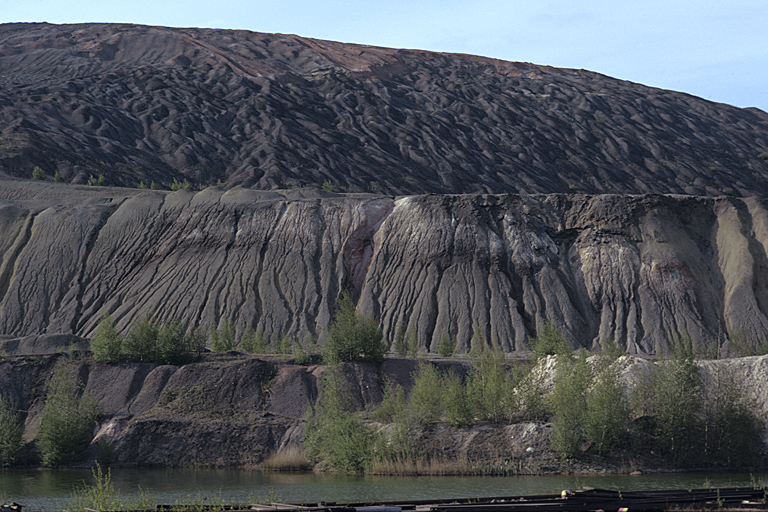
Ерозія добре помітна на цьому териконі під назвою Кварнторпшоген, у Кварнторпі, Нерке, Швеція, у 1970-х роках

Терикони іноді збільшувалися до мільйонів тонн, і, будучи покинутими, залишаються такими ж величезними купами й сьогодні. Вони затримують сонячне тепло, ускладнюючи (хоча й не унеможливлюючи) вкорінення рослинності; це сприяє ерозії та створює небезпечні, нестабільні схили. Існуючі методи рекультивації териконів включають використання геотекстилю для контролю ерозії, коли ділянка повторно розпушується і на схилі висівається проста рослинність, така як трава.
Поклади також створюють кислий гірський дренаж, який забруднює струмки та річки. Екологічні проблеми включають в себе поверхневий стік мулу і вимивання отруйних хімічних сполук з териконів, що піддаються впливу вивітрювання. Це спричиняє забруднення ґрунтових вод та інші проблеми.
У Сполучених Штатах чинні державні та федеральні правила видобутку вугілля вимагають, щоб земляні матеріали з виїмок видалялися таким чином, щоб їх можна було замінити після припинення видобутку в процесі, який називається рекультивація шахт, під наглядом гірничодобувних корпорацій. Це вимагає адекватних резервів грошових коштів, щоб гарантувати завершення процесу рекультивації, коли видобуток корисних копалин стає нерентабельним або припиняється. (див., наприклад, Закон про контроль та рекультивацію відкритих гірничих робіт 1977 року).

### Зсуви ґрунту
Проблема зсувів на териконах вперше привернула увагу громадськості в жовтні 1966 року в англомовному світі, коли терикон в Аберфані в Гламорган, Уельс, обвалився, що призвело до загибелі 144 людей, 116 з яких були дітьми. Терикон був побудований над струмком, що збільшило його нестабільність, а його висота перевищила допустимі норми. Вода від сильних дощів накопичувалася всередині терикону, послаблюючи його, аж поки він раптово не обвалився на школу внизу.
Ширше питання стійкості було відоме ще до катастрофи в Аберфані; наприклад, воно обговорювалося в роботі професора Джорджа Нокса у 1927 році, але не отримало серйозного розгляду професійними інженерами та геологами, навіть тими, хто мав безпосереднє відношення до видобутку. Також Аберфанська катастрофа була не першим зсувом з людськими жертвами: наприклад, у 1955 році два послідовні зсуви забрали життя 73 людей в Сасебо, Нагасакі в Японії.
У лютому 2013 року зсув терикона спричинив тимчасове закриття залізничної лінії Сканторп-Донкастер в Англії.
Зсуви рідко трапляються на кінчиках териконів після осідання і росту рослинності, що стабілізує терикон. Однак, коли на терикони, які перебувають у стадії горіння, випадає сильний дощ, просочена вода перетворюється на пару, збільшуючи тиск, що може призвести до зсуву. У Герсталі, Бельгія, зсув на териконі Малий Бакнюр у квітні 1999 року перекрив вулицю на багато років.

## Інтернет-ресурси
- Video and commentary on the Gateside Colliery bing, Sanquhar, Scotland.
- Spoil heap 11/19 in Loos-en-Gohelle (фр.)
- chainedesterrils.eu/ (фр.)
- Turning coal waste into light, 8 October 2004
- Waste Rock and ARD